# Nhà phát triển web
Nhà phát triển web là một lập trình viên chuyên môn hóa hoặc đặc biệt tham gia vào việc phát triển các ứng dụng World Wide Web bằng cách sử dụng mô hình client server. Các ứng dụng này thường sử dụng HTML, CSS và JavaScript trong máy khách, PHP, ASP.NET (C #) hoặc Java trong máy chủ và http để liên lạc giữa máy khách và máy chủ. Một hệ thống quản lý nội dung web thường được sử dụng để phát triển và duy trì các ứng dụng web.

## Bản chất của việc làm
Các nhà phát triển web làm việc trong các loại tổ chức khác nhau, bao gồm các tập đoàn lớn và chính phủ, các công ty vừa và nhỏ hoặc một mình làm tự do. Một số nhà phát triển web làm việc cho một tổ chức như một nhân viên toàn thời gian cố định, trong khi những người khác có thể làm việc như một nhà tư vấn độc lập hoặc làm nhà thầu cho một đại lý hoặc làm việc cá nhân tại nhà. Các nhà phát triển web thường xử lý cả logic phía máy chủ và logic front-end. Điều này thường liên quan đến việc thực hiện tất cả các yếu tố trực quan mà người dùng nhìn thấy và sử dụng trong các ứng dụng web hoặc sử dụng, cũng như tất cả các dịch vụ web cần thiết để cung cấp năng lượng cho việc sử dụng công việc đang phát triển của họ. Mức lương khác nhau tùy thuộc vào loại công việc phát triển, vị trí và mức độ thâm niên.